# Maks Čelić
Maks Juraj Čelić (8 marzo 1996) è un calciatore croato, difensore del Borac Banja Luka.

## Carriera
Cresce calcisticamente tra le giovanili del Varaždin e a 18 anni viene prelevato dal Duisburg. Non esordisce mai in prima squadra e dopo essere stato a un passo dal firmare con la Dinamo Zagabria, ritorna al Varaždin. Nel 2020 viene acquistato dal club ucraino del L'viv. Disputa in tutto quattro match, realizzando una rete in occasione della partita di campionato persa per 3-1 contro la Dinamo Kiev. Nella sessione invernale di calcio mercato passa nuovamente al Varaždin.
Il 24 agosto 2021 viene acquistato dal Messina, firmando un contratto fino a giugno del 2023.

## Palmarès

### Club

#### Competizioni nazionali
- Druga hrvatska nogometna liga: 1

Varaždin: 2018-2019
- Campionato bosniaco: 1

Borac Banja Luka: 2023-2024